# Monument de la Croix-Brisée
Le monument de la Croix-Brisée est un monument situé à Nouvron-Vingré, en France.

## Description
Le monument à la Croix-Brisée de Vingré a été érigé en 1929 par le marquis de Croix, propriétaire des lieux, et symbolise le calvaire vécu par tous les combattants de la Première Guerre mondiale sur le plateau de Confrécourt.

## Localisation
Le monument est situé sur la commune de Nouvron-Vingré, dans le département de l'Aisne.

## Historique
Le monument est inscrit au titre des monuments historiques en 1990.